# 范永贞
范永贞（1985年11月—），云南丽江人，纳西族，中国共产党党员。中华人民共和国政治人物、第十三届全国人民代表大会云南省代表。

## 生平
2018年，范永贞被选为云南省出席第十三届全国人民代表大会代表。